# Горски слез
Горският слез (Malva sylvestris), известен още като слез, божа ръчица, камбула, камиляк и молоха, е вид от рода слез (Malva) от семейство Слезови (Malvaceae) и се счита за типов вид за рода. Известен като „обикновен слез“ за англоговорещите европейци, той придобива популярните имена „cheeses“, „дълъг слез“ и „висок слез“ (на френски: mauve des bois), докато мигрира от родината си в Западна Европа, Северна Африка и Азия през англоговорещия свят.

## Описание
Горският слез е растение със здрав ствол, с ефектни от ярко мораво до лилави цветове с тъмни жилки, високи 0,91 – 1,22 м и свободно растящи в ливади, живи плетове и на угарни полета.

## Галерия
- Плод
- Зрели семена
- Великденче върху плод
- Цвят
- Цвят отблизо
- Слез с естествен виолетов оттенък

## Вижте още
- Лечебна ружа – растение известно като бял слез